# Sehnenbelag
Ein Sehnenbelag (engl. Sinew-backing) ist ein im Bogenbau verwendeter, antiker organischer Faserverbundwerkstoff, bestehend aus Tiersehnen und einem Tierleim. Ein Sehnenbelag ist meist integraler Bestandteil eines Kompositbogens, wird gelegentlich aber auch gebraucht, um einen beschädigten Holzbogen vor dem Bruch zu bewahren.

## Arten
Es werden zwei Arten von Sehnenbelag unterschieden:

### Freier Sehnenbelag (Kabelbacking)
Von einem freien Sehnenbelag spricht man, wenn bei einem Bogen auf der Spannungsseite, dem Bogenrücken (engl. back), eine Schnur aus Tiersehnen (sog. Kabel) von einem Ende zum anderen verläuft (nicht zu verwechseln mit der Bogensehne). Dieses Kabel ist meist auf das Holz aufgebunden, seltener verläuft es in einer eigens dafür eingeschnitzten Rille, damit es beim Ziehen des Bogens nicht seitwärts vom Holz rutscht. Der Zweck besteht darin, dass das Sehnenkabel beim Ziehen des Bogens gedehnt wird, wobei es einen Großteil der Zugkraft aufnimmt und so das Holz vor dem Zerreißen schützt.
Dies war früher in Gegenden erforderlich, in denen nur sehr schlechte Bogenhölzer wuchsen, etwa am Polarkreis, um auch z. B. aus Tannenholz einen brauchbaren Bogen zu bauen.
Die Vorteile des freien Sehnenbelages sind seine einfache Herstellung sowie die Möglichkeit, das Kabel stärker einzudrehen und so das Zuggewicht des Bogens zu erhöhen oder zu verringern. Verwendet wurde dies z. B. bei den Eskimos.

### Fester Sehnenbelag (Sehnenbacking)
Ein fester Sehnenbelag ist, ebenfalls auf dem Rücken des Bogens, festgeklebt und ebenso hart oder härter als das darunter liegende Holz. Historisch hat er sich aus dem Kabelbacking entwickelt, welches zuerst in Gebrauch war, bevor der Leim erfunden wurde. Es handelt sich beim festen Sehnenbelag um eine helle, gelblich-graue, harte, fiberglas- oder plastikähnliche Schicht, welche das Holz des Bogenrückens völlig bedeckt und von diesem nicht mehr zerstörungsfrei gelöst werden kann (außer durch Einweichen in Wasser). Hier sind die Sehnenfasern in eine Matrix aus Leim eingebettet (siehe Herstellung).
Zweck des festen Sehnenbelages ist manchmal zwar auch der Schutz von spröden Bogenhölzern vor Bruch, meistens wird er aber verwendet, um hochwertige Bogenhölzer (und/oder Horn) noch leistungsfähiger zu machen (Kompositbogen). Die besten Hand- und Armbrustbogen der Geschichte hatten einen festen Sehnenbelag.

## Vor- und Nachteile

### Hohe Belastbarkeit
Der größte Vorteil des festen Sehnenbelages ist seine hohe Belastbarkeit unter Zugspannung, was die Entwicklung der extremsten Bogendesigns erst möglich machte. So konnten etwa sehr kurze Reiterbogen, Reflexbogen, Bogen mit stark gekrümmten Wurfarmenden (Recurves), sowie Bogen mit Endversteifungen (Siyahs) entwickelt werden. Tatsächlich aber sind die meisten Bogentypen mit Sehnenbelag all dies gleichzeitig: Sie sind sehr kurz, stark reflext und sie haben Recurves oder Siyahs. Aus diesen Designmerkmalen, einzeln oder kombiniert, resultiert dann letztlich eine größere Reichweite und Durchschlagskraft, sowie eine flachere Flugbahn des Pfeils.

### Hohe Lebenserwartung
Ein weiterer Vorteil gegenüber einfachen Holzbögen besteht in der hohen Lebenserwartung eines sehnenbelegten Bogens: Obwohl die Sehnenfasern im Belag bei dauerndem Bespanntsein des Bogens genauso ausleiern können wie das Holz bei nackten Holzbogen, kann der sehnenbelegte Bogen sich rasch regenerieren. 
Er muss dazu nur abgespannt und an einen warmen, trockenen Ort verbracht werden. Dort ziehen sich die Sehnenfasern unter Wärmeeinwirkung zusammen, was dem Bogen nach einigen Tagen oder Wochen neue Spannkraft gibt, sein Zuggewicht steigt also wieder an. Ein guter Kompositbogen kann daher manchmal über hundert Jahre lang schießen, da er sich bei Nichtgebrauch stets regeneriert. Welcher Vorgang im Sehnenbelag eines abgespannten Bogens abläuft, wenn er sich regeneriert, ist nicht genau bekannt; die derzeit populärste Theorie besagt, dass beim fertigen Sehnenbelag eines Kompositbogens eine viele Jahrzehnte andauernde chemische Reaktion abläuft, eine Art Polymerisation. Da Sehnenfasern und Tierleim aus demselben Material bestehen, nämlich dem Eiweiß Collagen Typ I, könnte es sein, dass die Collagenmoleküle im Sehnenbelag sich mit der Zeit immer stärker miteinander vernetzen (Polymerisieren), was zu einem fortwährenden, langsamen Schrumpfen des Belages führt; dieses allmähliche Schrumpfen erhöht nun über die Jahre die Vorspannung und damit das Zuggewicht des Bogens. Die Abnutzung des Bogens durch Gebrauch wird also immer wieder durch die langsam voranschreitende Polymerisation ausgeglichen, wobei diese durch Wärme anscheinend begünstigt wird. Sicher ist aber nur, dass ein mit Sehne belegter Bogen bei jahrelangem Nichtgebrauch stark an Zuggewicht gewinnen kann, mitunter auch abnorm.

### Wasser-empfindlich, aufwändige Herstellung
Die größten Nachteile eines festen Sehnenbelages sind aber seine Empfindlichkeit gegen Wasser sowie der vergleichsweise aufwändige Herstellungsprozess, der jedoch angesichts der langen Lebensdauer nicht zu sehr ins Gewicht fällt. Verwendet wurden Bogen mit festem Sehnenbelag von sehr vielen Völkern, in den letzten 2500 Jahren z. B. von: Skythen, Persern, Ägyptern, Griechen, Römern, Hunnen, Mongolen, Türken, Kreuzrittern (Armbrustbogen), Chinesen, Indern, Comanchen, Sioux, um nur die bekanntesten zu nennen.

## Rohstoffe
Bevorzugt wurden Sehnen von Rind, Elch, Hirsch, Rentier und Büffel, von diesen insbesondere Fußsehnen, Achillessehnen und Rückensehnen, da diese bis zu 50 cm lang sind. Nicht gut geeignet sind solche vom Schwein, da deren Fasern drahtig wie Pferdehaar sind. Ferner sind von modernen Bogenbauern mit Erfolg auch Sehnen von Alligator, Strauß, Pferd sowie diversen exotischen Säugetieren (etwa Känguru) getestet worden.
An Leimen sind Hautleim, Fischleim (Schwimmblase) oder seltener Kaseinleime geeignet. Der beste natürliche Leim, der Hausenblasenleim (vom Hausen, Donaustör), wurde manchmal zugesetzt, um die Klebkraft zu erhöhen, z. B. bei den Türken.

## Herstellung
Getrocknete Tiersehnen werden mit einem Hammer oder Stein weich geklopft, bis sie sich in ihre Fasern aufspalten. Die Fasern werden gekämmt, um sie von den Resten der Sehnenscheide zu befreien.
Danach werden die Fasern gewaschen und entfettet und nach dem Trocknen erneut gekämmt. So sind sie bereit zum Belegen des Bogens.
Der hölzerne, frisch überschliffene Bogenrücken wird ein wenig aufgeraut, anschließend mit warmem Hautleim bepinselt.
Danach werden die Sehnenfasern, in handlichen Bündeln bereitgelegt, der Reihe nach in warmen Hautleim getunkt, bis sie vollgesogen sind. Die so getränkten Faserbündel werden nun der Länge nach, sich jeweils dachziegelartig überlappend, auf den Bogen gelegt und glattgestrichen bzw. gekämmt, bis eine durchgehende Schicht den ganzen Bogenrücken bedeckt.
Der frische Belag wird sogleich mit einem Stoffband fest umwickelt, um überschüssigen Leim herauszupressen.
Danach muss der Bogen mehrere Wochen trocknen, bevor die Umwicklung entfernt und die nächste Schicht Sehnenfasern über die erste geklebt wird, wobei sich die Faserbündel der 2. Schicht nicht an denselben Stellen überlappen dürfen wie jene der 1. Schicht usw. Dieser Vorgang des Aufleimens, Umwickelns und Trocknens wird fortgesetzt, bis alle Schichten aufgebracht wurden. Die Anzahl der Schichten hängt vom Bogentyp ab.
Während der wochenlangen Trocknungszeiten wird zwischen den Bogenenden gewöhnlich eine Schnur gespannt, d. h., der Bogen ist quasi verkehrt herum gespannt, wenn eine frische Sehnenschicht trocknet, damit sich das Holz nicht wegen des feuchten Leims verzieht.
Während die einzelnen Sehnenschichten trocknen, ziehen sie sich der Länge nach zusammen und erzeugen eine Trockenspannung, wodurch der Bogenstab nach vorne, zum Belag hin, gekrümmt wird. Es entsteht eine bleibende Rückbiegung des Bogens, man nennt sie Reflex. Im Extremfall (z. B. Türkenbogen) sieht der Bogenstab nachher von der Seite aus wie der Buchstabe C.

## Endgültige Trocknung und Fertigstellung
Der abschließende Trocknungsprozess kann, je nach Dicke des Sehnenbelags, mehrere Monate oder auch bis zu zwei Jahren dauern. Während dieser Zeit verstärkt sich der Reflex (Rückbiegung) immer mehr, so dass die Spannschnur zwischen den Bogenenden nachgezogen werden muss, damit sich das Holz nicht seitlich verzieht.
Nach Ende der jeweiligen Trocknungszeit wird die Spannschnur zwischen den Bogenenden entfernt, ebenso die Stoffumwicklung des Sehnenbelages. Nun kann der Bogen normal getillert werden, so dass er sich richtig biegt, dann wird er eingeschossen. Zuletzt wird noch eine Schicht dünnes Leder, Birkenrinde o. Ä. auf den Belag geklebt, um ihn vor Wasser zu schützen. Die meisten sehnenbelegten Bogen werden danach lackiert.
Der beim Trocknen entstandene Reflex des Sehnenbelages ist für das Regenerationsvermögen (siehe oben) der belegten Bogen verantwortlich, da er beim fertigen Bogen nach dem Abspannen der Bogensehne stets die beiden Wurfarme nach vorne zieht, so dass sich die Waffe rasch erholt, besonders durch Wärme. Der Reflex bewirkt also die hohe Lebensdauer (und die verheerende Durchschlagskraft) der meisten mit Sehne belegten Bogen, die deswegen manchmal auch Reflexbogen genannt werden. Reflex ist in diesem Zusammenhang also lediglich das Bogenbauerwort für dieselbe Kraft, welche der moderne Ingenieur heute als Vorspannung bezeichnet; genau wie bei Spannbeton macht sie die Bogen stabiler, leistungsfähiger und dauerhafter. Da bereits in der Steinzeit/Bronzezeit Bogen mit einem Sehnenbelag versehen wurden, kann diese Technik als eine der ersten bewussten Anwendungen der Vorspannung überhaupt betrachtet werden.
Heute ist diese alte Faserverbundtechnologie selbst bei erfahrenen Bogenbauern selten, da sie zu aufwändig und teuer ist.
Sie ist aber noch in einigen Ländern Asiens bekannt, etwa Tibet, Mongolei und Korea.